# Sékou Jamal Pendessa
Sékou Jamal Pendessa, est un journaliste et syndicaliste guinéen.
Secrétaire général du syndicat des professionnels de la presse de Guinée (SPPG).

## Syndicalisme
Sekou Jamal Pendessa en tant que secrétaire général du syndicat des professionnels de la presse de Guinée (SPPG), il s'insurge contre la censure des médias, l'arrestation des journalistes et les restrictions d'internet en 2023.

### Arrestation et détention
Le 19 janvier 2024, son association appelle à une manifestation dénommée déferlement humains sur Conakry, neuf journalistes sont interpelés à la maison de la presse guinéenne et il a été pour demander leurs libération et a sa sortir, il est interpeller et déposer à la brigade de recherche de Kipé du 19 au 24 janvier 2024 avant d'être transfère à la Maison d'arrêt de Conakry.
Son procès s'est ouvert le 20 février 2024, avant d'être renvoyé au 23 février 2024 pour délibération. Lors de cette audience, il est condamné à six mois d'emprisonnement dont trois mois avec sursis et d'une amande de 500 000 GNF.
Depuis son arrestation, plusieurs organisations appellent à sa libération notamment Amnesty International, Reporters sans frontières.
Des le 31 janvier 2024, la confédération nationale des travailleurs de Guinée - CNTG menace d'allez en grève général illimite en Guinée pour plusieurs revendications et parmi les quatre revendication figure en premier la libération sans condition du syndicaliste Sékou Jamal Pendessa.
Lors de son procès en appel le 28 février 2024, il a été libéré par la présidente de la chambre Hadja Fatou Bangoura,. Après sa libération, le mouvement syndicale guinéenne suspend la grève générale illimité.